# المقابلة المفقودة مع ستيف جوبز
ستيف جوبز: المقابلة المفقودة (الإنجليزية: Steve Jobs: The Lost Interview) هو فيلم وثائقي صدر في دور العرض السينمائية عام 2012. وهو يتألف من المقابلة الأصلية التي مدتها 70 دقيقة والتي أجراها ستيف جوبز مع روبرت إكس كرينجلي عام 1995 لأجل الفيلم الوثائقي انتصار العباقرة الذي أنتجته قناة بي بي إس.

## خلفية
استغرقت المقابلة الأصلية التي أجراها جوبز مع روبرت كرينجلي في برنامج انتصار العباقرة حوالي 70 دقيقة. من بين تلك الدقائق السبعين، تم استخدام حوالي 10 دقائق فقط في الفيلم عندما أجرى جوبز هذه المقابلة عام 1995، كان لا يزال على بُعد عامين من استعادة منصب الرئيس التنفيذي لشركة آبل وبدء مسيرة ستُحوّل الشركة المُصنّعة لأجهزة ماك، ومقرها كوبرتينو، كاليفورنيا، من شركة فاشلة إلى شركة رائدة في الاقتصاد الرقمي. في وقت المقابلة، كان ستيف جوبز نفسه أحد هؤلاء الخاسرين: شركته نكست كانت تتعثر، وكان منافسه بيل جيتس قد استغل أفكار آبل واستخدمها للسيطرة على صناعة الحواسيب الشخصية.
وفق روبرت كرينجلي، فقد فُقد شريط الفيديو D1 الأصلي أثناء الشحن عام 1995. عندما توفي ستيف جوبز عام 2011، عثر بول سين، مخرج فيلم انتصار العباقرة، في مرآبه على نسخة PAL في إتش إس من المقابلة الأصلية غير المحررة. وأبلغ سين كرينجلي أنه وجد هذه النسخة وناقش إمكانية إصدارها كفيلم مستقل. ثم اتصل روبرت كرينجلي بالمالك المشارك لـمسارح لاند مارك، مارك كوبان، لمعرفة ما إذا كان من الممكن عرض الفيلم. تم تسمية المقابلة المفقودة، وهي مقابلة مدتها 70 دقيقة تم عرضها في 17 مسرح ومكان في جميع أنحاء الولايات المتحدة وتم إصدارها لاحقًا على قرص دي في دي عام 2012.

## ردود الفعل
حصل الفيلم على تقييم 100% من روتن توميتوز. يصف روبرت كوهلر من مجلة فارايتي الفيلم بأنه "فيلم لجوبز في الأربعين من عمره، وبنظرة ثاقبة على آبل من بعيد (كان قد طرده سكالي من الشركة قبل عقد من الزمن، ثم أسس نيكست لاحقًا)." وبالتالي، فهو "قادر على تقديم منظور لم يكن ليقدمه في سن أصغر. علاوة على ذلك، لم يكن من الممكن تقديم هذا المنظور بعد المقابلة بفترة وجيزة، حيث باع جوبز نكست لشركة آبل بعد ستة أشهر، وأصبح الرئيس التنفيذي للشركة بعد عام." منح روجر إيبرت الفيلم ثلاث نجوم، وأشار إلى أنه "مادة خام لفيلم، من خلال حديث جوبز عن قرب. إنه تكريم لشعبية ستيف جوبز الفريدة، لدرجة أنه ربما يكون المتحدث الوحيد الذي يدفع الناس ثمن مشاهدته لأكثر من ساعة."

## قراءة إضافية
- بريان كوفيلد. " روبرت إكس. كرينجلي يتحدث عن "مقابلته المفقودة" مع ستيف جوبز." فوربس، 11 نوفمبر 2011.

## روابط خارجية
- الموقع الرسمي
- المقابلة المفقودة مع ستيف جوبز  في قاعدة بيانات الأفلام على الإنترنت (بالإنجليزية)